# Johann Paul von Westhoff
Johann Paul von Westhoff (1656 – pohřben 17. dubna 1705) byl německý barokní hudební skladatel a houslista. Jako představitel drážďanské houslové školy patřil mezi nejvýše hodnocené houslisty své doby a složil jedny z nejstarších známých skladeb pro sólové housle. Působil jako hudebník a skladatel jako člen drážďanské dvorní kapely (1674–1697) a na výmarském dvoře (1699–1705). Pracoval také jako učitel moderních jazyků.
Od Westhoffa se dochovalo sedm opusů pro housle a basso continuo a sedm pro sólové housle, vše vydané za jeho života. Další práce, zejména sbírka skladeb pro sólové housle z roku 1682, se považují za ztracené. Jeho tvorba spolu s tvorbou Heinricha Ignaze Franze Bibera a Johanna Jakoba Walthera výrazně ovlivnila následující generaci německých houslistů a jeho šest partit pro sólové housle inspirovalo slavné houslové sonáty a partity Johanna Sebastiana Bacha .

## Život

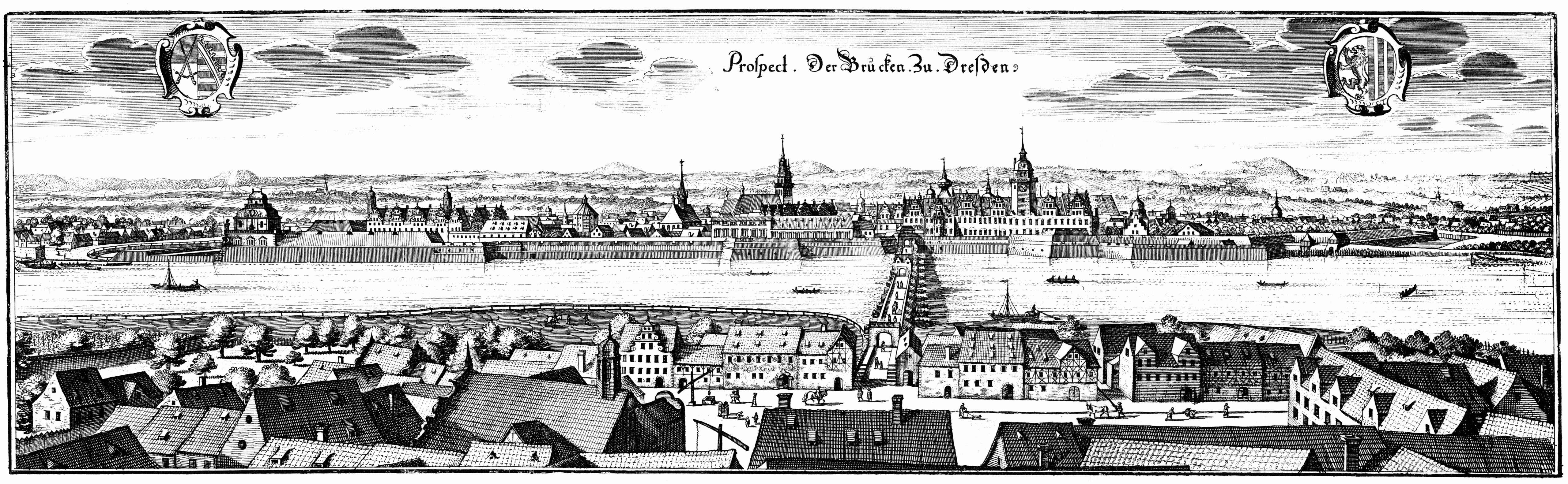
Panorama Drážďan v roce 1650, rytina Matthäuse Meriana.

Skladatel se narodil v Drážďanech. Jako žák Heinricha Schütze získal solidní hudební vzdělání a v roce 1674 nastoupil do místní dvorní kapely, kde působil jeho otec, bývalý důstojník švédské kavalérie Friedrich von Westhoff. Kapela měla silnou tradici houslové hry, která začala publikacemi Carla Fariny z 20. let 17. století a za Westhoffových časů pokračovala slavným houslistou Johannem Jakobem Waltherem a operním skladatelem Nicolausem Adamem Strungkem. Westhoff zůstal členem kapely více než 20 let, během kterých cestoval po celé Evropě. Odešel z Drážďan v roce 1697 a krátce vyučoval současné jazyky na univerzitě ve Wittenbergu (později spojené s univerzitou v Halle do univerzity Halle-Wittenberg). Poté, v roce 1699, se Westhoff stal sekretářem, komorním hráčem a učitelem francouzštiny a italštiny u dvora ve Výmaru. Ve Výmaru zemřel v dubnu 1705. Přesné datum úmrtí není známo.
Westhoffova pověst byla za jeho života mimořádná. Současníci ho spolu s Heinrichem Ignazem Franzem Biberem a Johannem Jakobem Waltherem řadili k nejlepším německým houslistům své doby. Již v roce 1671, ve svých 15 letech, se stal vychovatelem dvou saských knížat, Jana Jiřího a Fridricha Augusta. Svůj vliv šířil i cestami do mnoha zemí: Maďarska, Itálie, Francie (kde v roce 1682 hrál před Ludvíkem XIV.), Nizozemské republiky a k císařskému dvoru ve Vídni. Například Westhoffova sonáta z roku 1682 se dochovala v italském zdroji a jeho hudba jistě ovlivnila Giuseppe Colombiho a další prominentní italské houslisty té doby.

## Hudba

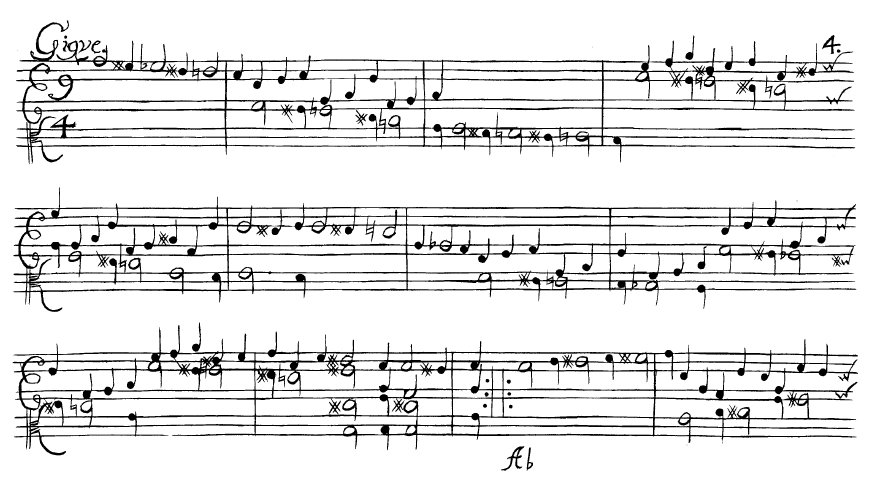
Začátek chromatické pasáže z Partity č. 1 a moll pro sólové housle od Westhoffa.

Westhoffův styl byl ovlivněn o něco starším Waltherem, s nímž několik let pracoval v drážďanské dvorní kapele. Sám Westhoff pak ovlivnil Johanna Sebastiana Bacha, který byl jeho kolegou ve Výmaru; tito dva skladatelé se pravděpodobně setkali v roce 1703. Westhoffova dochovaná hudba zahrnuje dvě sbírky vydané během jeho života: Sonate a Violino solo con basso continuo (Drážďany, 1694) a šest sólových partit pro housle vydaných v Drážďanech v roce 1696. Ty mohou být přetiskem sbírky, která je v současnosti považována za ztracenou, Erstes Dutzend Allemanden, Couranten, Sarabanden und Giguen Violino Sonder Sonder Passo Continuo (Drážďany, 1682). Kromě toho byly dvě skladby od Westhoffa publikovány ve francouzském časopise Mercure galant. První byla sonáta pro housle a basso continuo v prosincovém čísle roku 1682 – patrně skladba, kterou Westhoff hrál pro Ludvíka XIV., již král velmi obdivoval.  Druhá, suita pro sólové housle, vyšla v lednu 1683.
Westhoffova suita z roku 1683 je první známá vícevětá skladba pro sólové housle. Spolu se šesti sólovými partitami byla důležitým předchůdcem slavných sonát a partit pro sólové housle Johanna Sebastiana Bacha. Ty byly koncipovány během Bachových výmarských let a dokončeny asi 24 let po nejstarším známém tisku Westhoffových partit; hudební charakteristiky ukazují, že Bachovo dílo bylo Westhoffovým ovlivněno přinejmenším co do koncepce. Westhoffovy houslové sklady vyžadují virtuozní ovládání nástroje s dvojhlasy až do čtvrté pozice. Jeho sólová houslová hudba je vyhraněně německá, s výraznou polyfonií a robustními tématy, ale sonáty s basso continuo vykazují výrazné italské prvky.